# Claude-Auguste Dorion
Pour les articles homonymes, voir Dorion.
Claude-Auguste Nicolas Dorion, né à Basse-Goulaine le 14 février 1768 et mort à Paris le 29 mai 1829, est un homme de lettres et poète français.

## Biographie
Claude Auguste Dorion est le fils de Julien Claude Dorion, sieur de la Cossonnière, et de Marie Félicie Mansion. Après avoir terminé ses études à Paris, il est employé dans les bureaux du ministère des Affaires étrangères, et doit sans doute à sa position de ne pas être inquiété en 1797 pour son héroïde intitulée Marie-Thérèse à François, empereur d'Allemagne, dans laquelle il exprimait vivement sa sympathie pour les malheurs de la famille royale.
Le reste de sa vie, totalement étranger à la politique, n'offre aucun incident digne de quelque attention. La Bataille d'Hastings ou l'Angleterre conquise obtint une mention honorable au concours des prix décennaux. On retrouve les mêmes beautés et les mêmes défauts dans Palmyre conquise, c'est-à-dire la fidélité des mœurs, une étude approfondie et fructueuse des grands modèles de l'Antiquité, à côté d'une versification quelquefois terne et monotone.
Plusieurs des cantates de Dorion ont servi de programme aux compositions musicales des élèves de l'Académie des beaux-arts.

## Œuvres
- Marie-Thérèse à François, empereur d'Allemagne, héroïde, 1797.
- Chant de Sulmala, imitation d'Ossian, 1800.
- La Bataille d'Hastings ou l'Angleterre conquise, poème héroïque en douze chants, 1806.
- Palmyre conquise, poème épique en douze chants, 1815.
- Ode sur les montagnes, cantate d'Amphion, 1816.
- Ode sur le mariage de Mgr le duc de Berri avec la princesse Caroline de Naples. Ode sur le retour des Bourbons à l'occasion de la cérémonie funèbre célébrée à Notre-Dame en 1814. Ode sur le pouvoir de la fiction, 1818.
- Considérations sur l'état politique et commercial des puissances européennes depuis la Révolution jusqu'au congrès d'Aix-la-Chapelle, 1818.
- Perkin Warbec, roman historique, 3 volumes, 1819.
- Poésies lyriques et bucoliques, précédées d'un Essai sur la poésie et l'éloquence, 1820.
- Héromède, reine de Ségeste, tragédie en cinq actes, 1820.
- Les Ottomans et les Grecs, poème lyrique, 1826.
- Discours d'un envoyé de la Grèce au premier congrès qui jugera convenable de l'admettre, 1826.

## Sources
- Émilien Maillard, Nantes et le département au XIXe siècle : littérateurs, savants, musiciens, & hommes distingués, 1891.